# Stazione di Santa Maria del Pozzo
Stazione di Santa Maria del Pozzo vasútállomás Olaszországban, Nápoly településen.

## Vasútvonalak
Az állomást az alábbi vasútvonalak érintik:
- Napoli-Pompei-Poggiomarino-vasútvonal

## Kapcsolódó állomások
A vasútállomáshoz az alábbi állomások vannak a legközelebb:
- Stazione di Barra (Stazione di Napoli Porta Nolana, Napoli-Pompei-Poggiomarino-vasútvonal)
- Stazione di San Giorgio a Cremano (Stazione di Poggiomarino, Napoli-Pompei-Poggiomarino-vasútvonal)